# Круглов, Владимир Васильевич
Круглов Владимир Васильевич (7 марта 1949, Москва — 19 января 2011, Смоленск) — профессор, доктор технических наук, Заслуженный работник высшей школы Российской Федерации, академик Академии военных наук Российской Федерации, один из советских и российских исследователей в области теории управления и методов анализа данных.
Автор более 500 печатных научных трудов, в том числе 21 монографии, и более 50 авторских свидетельств и патентов. Под непосредственным руководством профессора Круглова В. В. защищено более 15 диссертаций на соискание учёной степени доктора и кандидата наук.

## Биография
В 1972 году с отличием окончил Московский энергетический институт по специальности «Автоматика» (МЭИ). Занимал различные руководящие должности в вузах Смоленска: заведующий кафедрой автоматики (впоследствии управления и информатики, компьютерных технологий и управления) и заместитель директора по научной работе Смоленского филиала МЭИ, заведующий кафедрой прикладной информатики и математики Смоленского филиала Российского университета кооперации, проректор по научной работе Смоленского института бизнеса и предпринимательства. При его непосредственном участии были подготовлены несколько тысяч квалифицированных специалистов с высшим образованием.
На протяжении 10 лет принимал активное участие в работе диссертационного совета Военной академии войсковой ПВО Российской Федерации по защите диссертаций на соискание учёной степени кандидата и доктора наук.
За годы своей научной деятельности ему удалось внести существенный вклад в развитие целого ряда научных направлений: теорию планирования эксперимента, теорию импульсных систем управления со случайной дискретизацией, теорию нелинейных систем управления, теорию искусственных нейронных систем, теорию нечётких систем управления, моделирование социально-экономических систем и процессов, распознавание образов, теорию принятия решений, интеллектуальные системы и многое другое.

## Труды
- Круглов В. В. Системы автоматизации экспериментальных исследований на предприятиях приборостроительного профиля. Смоленск: Изд. Областного правления союза НИО СССР. Смоленск, 1989.
- Дьяконов В. П., Круглов В. В. Научно-технические расчёты на Турбо-Паскале. Справочное пособие. Смоленск: Смоленский филиал МЭИ, 1996. — 207 с.
- Дли М. И., Круглов В. В., Осокин М. В. Локально-аппроксимационные модели социально-экономических систем и процессов. М.: Наука. Физматлит, 2000. — 224 с.
- Дьяконов В. П., Абраменкова И. В., Круглов В. В. MATLAB 5 с пакетами расширения. М.: Нолидж, 2001. — 880 с.
- Дьяконов В. П., Круглов В. В. Математические пакеты расширения MATLAB. Специальный справочник. СПб.: Питер, 2001. — 480 с.
- Круглов В. В., Борисов В. В. Гибридные нейронные сети. Смоленск: Русич, 2001. — 224 с.
- Круглов В. В., Борисов В. В. Искусственные нейронные сети. Теория и практика. М.: Горячая линия — Телеком, 2001. — 382 с.
- Круглов В. В., Дли М. И., Голунов Р. Ю. Нечёткая логика и искусственные нейронные сети. М.: Физматлит, 2001. — 224 с.
- Круглов В. В., Дли М. И. Интеллектуальные информационные системы: компьютерная поддержка систем нечёткой логики и нечёткого вывода. — М.: Издательство Физико-математической литературы, 2002. — 256 с.
- Методы распознавания нестационарных образов / В. А. Гимаров, М. И. Дли, В. В. Круглов, В. П. Мешалкин. М.: Физматрит, 2002. — 112 с.
- Дьяконов В. П., Круглов В. В. MATLAB. Анализ, идентификация и моделирование систем. Специальный справочник. СПб.: Питер, 2002. — 448 с.
- Абраменкова И. В., Круглов В. В., Дли М. И. Мультимодельный метод прогнозирования процессов с переменной структурой. М.: Физматлит, 2003. — 231 с.
- Усков А. А., Круглов В. В. Интеллектуальные системы управления на основе методов нечёткой логики. Смоленск: Смоленская городская типография, 2003. — 177 с.
- Дьяконов В. П., Круглов В. В. MATLAB 6.5. Инструменты искусственного интеллекта и биоинформатики. М.: СОЛОН-ПРЕСС, 2006. — 456 с.
- Круглов В. В., Дли М. И., Пыхтина И. Н. Интеллектуальные методы анализа маркетинговой информации. М.: Информационно-внедренческий центр «Маркетинг», 2006. — 238 с.
- Борисов В. В., Круглов В. В., Федулов А. С. Нечёткие модели и сети. М.: Горячая линия — Телеком, 2007. — 284 с.
- Круглов В. В., Курилин С. П. Экспертное оценивание в прикладных задачах. М.: Российский университет кооперации, 2008. — 132 с.
- Курилин С. П., Денисов В. Н., Круглов В. В. Матричная теория электрических машин. М.: Российский университет кооперации, 2008. — 128 с.
- Круглов В. В., Балашов О. В. Нейро-нечёткие методы классификации. М.: Российский университет кооперации, 2009. — 195 с.
- Юденков А. В., Дли М. И., Круглов В. В. Математическое программирование в экономике. М.: Финансы и статистика, 2010. — 240 с.
- Круглов В. В. Методика определения наиболее значимых показателей слабо формализуемой предметной области. Смоленск: НОУ ВПО «Смоленский институт бизнеса и предпринимательства» (СИБП), 2011.